# Autoserica lubutensis
Autoserica lubutensis är en skalbaggsart som beskrevs av Louis Burgeon 1942. Autoserica lubutensis ingår i släktet Autoserica och familjen Melolonthidae. Inga underarter finns listade.